# 윌리엄 M. 데일리
윌리엄 마이클 데일리 (William Michael Daley, 1948년 8월 8일 ~ )는 2011년 1월부터 2012년 1월까지 버락 오바마 대통령 아래 제24대 백악관 수석을 지낸 미국의 변호사, 정치인이자 은행가이다.  이것에 대비하여 그는 빌 클린턴 대통령 아래 1997년부터 2000년까지 제32대 상무장관을 지냈다.
그는 또한 JP모건 체이스의 집행위원회에 지내기도 했다.  데일리는 2013년 9월 16일 경주에서 탈락할 때까지 2014년 주지사 선거에서 일리노이주지사를 위한 후보였다.  그는 2019년 시카고 시장 선거에 출마했으나 제1차 투표에서 3위로 오고 결선으로 진출하지 않았다.  그는 2019년 6월부터 10월을 통하여 뉴욕멜론은행의 부의장을 지냈다. 2019년부터 2023년까지 데일리는 웰스 파고를 위하여 홍보부의장을 지냈다.

## 어린 시절과 교육
시카고에서 전 시장 리처드 J. 데일리와 엘리너 "시스" 데일리의 7번째이자 막내로 태어났다.  그는 전 일리노이주 입법자 존 P. 데일리와 전 시카고 시장 리처드 M. 데일리의 동생이다.
그는 시카고 로욜라 대학교로부터 이학사, 그리고 일리노이 대학교 시카고 로스쿨 (존 마셜 로스쿨)로부터 법무박사와 함께 1966년 세인트이그내시어스 특수목적 대학을 졸업하였다.  이후에 데일리는 존 마셜 로스쿨로부터 명예 법학박사 학위를 받아들였다.  자신이 경제적 기회 자문위원회에 앉았던 동안 1977년부터 1980년까지 기간을 제외하고 데일리 앤드 조지 로펌과 함께 개인적으로 변호사로 일했다.

## 전문적 경력
그는 자신이 처음에 부의장 (1989년-1990년), 그러고나서 회장과 최고운영책임자 (1990년-1993년)였던 시카고 합병은행과 연관이 되었다.  데일리는 1993년부터 1997년까지 메이어 브라운 앤드 프랫과 파트너로서 변호사 개업으로 복귀하였다.
데일리는 빌 클린턴 대통령에 의하여 패니 메이의 이사회에 임명되어 1997년까지 지냈다.
1997년부터 2000년까지 데일리는 상무장관이었다.  다른 것들 중에 데일리 장관은 전자 상거래 시대를 여는 도움을 주고, 2000년 인구 조사를 실시하고, 소수민족 기업 개발 프로그램들을 확장시키고 미국 역사상 가장 강한 경제적 시기들 중의 하나 동안 다양한 경제 활동을 감독하여 2천 3백만개로 측정된 직업들을 추가하였다.  2000년 데일리는 앨 고어의 대통령 선거 운동을 운영하는 데 물러났다.
2001년 12월 데일리는 회사의 이미지를 개혁하는 도움을 주는 데 SBC 커뮤니케이션의 회장으로서 새롭게 창조된 직위로 임명되었다.  2004년 5월 데일리는 뱅크 원 주식회사의 인수에 이어 JP모건 체이스의 중서부 의장으로 임명되었다.  2007년 데일리는 자신이 2010년까지 보유한 직위로 기업의 책임 프로그램의 우두머리로 임명되었다.  이전적으로 데일리는 보잉, MSD, BXP와 시카고 로욜라 대학교의 이사회에 재직하였다.  그는 현재 노스웨스턴 대학교의 수탁자이자 외교협회의 회원이다.  2010년 그는 시민 리더십에 차별점으로 시카고 역사 박물관 "역사를 만드는 상"을 받았다.  2014년 그는 매니징 파트너로서 아젠티에어 캐피털에 가입하였다.
2019년 11월 7일 데일리가 11월 13일부터 웰스 파고에서 홍보위원장으로 지내는 데 임명되었고, 또한 회사의 부의장 중의 하나로 지낼 것이 공고되었다.

## 정치 경력
데일리는 1980년 쿡 카운티 주검찰정 검사장 선거에서 자신의 형 리처드의 성공적인 선거 운동을 관리하였다.

### 클린턴 행정부
1993년 그는 북미자유무역협정의 통과와 관련된 문제에 대통령에게 특별 검사를 지냈다.

### 대통령 정치
데일리는 앨 고어 부통령의 총회장이 되는 데 상무장관으로서 사임을 하여 토니 코엘료를 대체하였다.  그는 2000년 미국 대통령 선거의 플로리다주 선거 회고에 관한 HBO 영화 《리카운트》에서 배우 미치 필레지에 의하여 역이 맡아졌다.
2008년 민주당 대통령 예비 선거들이 열린 동안 데일리는 버락 오바마의 현저한 지지자였다.  2008년 11월 5일 데일리는 오바마-바이든 전환 프로젝트의 자문위원회에 지명되었다.

### 오바마 행정부

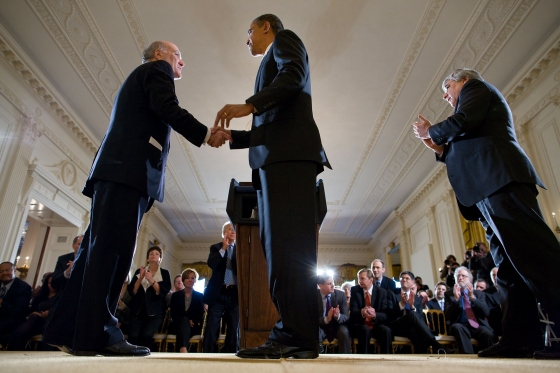
2011년 1월 버락 오바마 대통령이 데일리 (왼쪽)를 새로운 백악관 수석으로 환영하는 모습

2011년 1월 6일 버락 오마바 대통령은 데일리를 자신의 다음 백악관 수석으로 임명하였고 그는 1월 13일 취임하였다.  데일리는 대통령의 기간의 첫 2년 동안 수석을 지내고, 시카고의 시장으로서 자신의 형을 계승하는 것을 출마하는 데 2010년 10월 직위를 떠난 람 이매뉴얼과 권한대행을 지내고 있었던 피트 라우즈를 계승하였다.
그해 3월 미트 더 프레스에 오바마 행정부를 위하여 말했던 데일리는 만약 아랍의 봄에 의하여 일으켜진 상승하는 석유 가격들이 미국 경제에 위협을 주었다면 전략비축유를 이용하는 것을 숙고할 것이라고 말했다.  데일리는 오바마가 "매우 걱정하고 있으며 우리는 가능한 모든 선택권을 살펴보려고 한다"고 말했다.  그는 리비아로부터 모든 혼란을 처리하는 데 세계에서 충분한 출력 용량이 있는 행정부의 입장을 되풀이하였다.

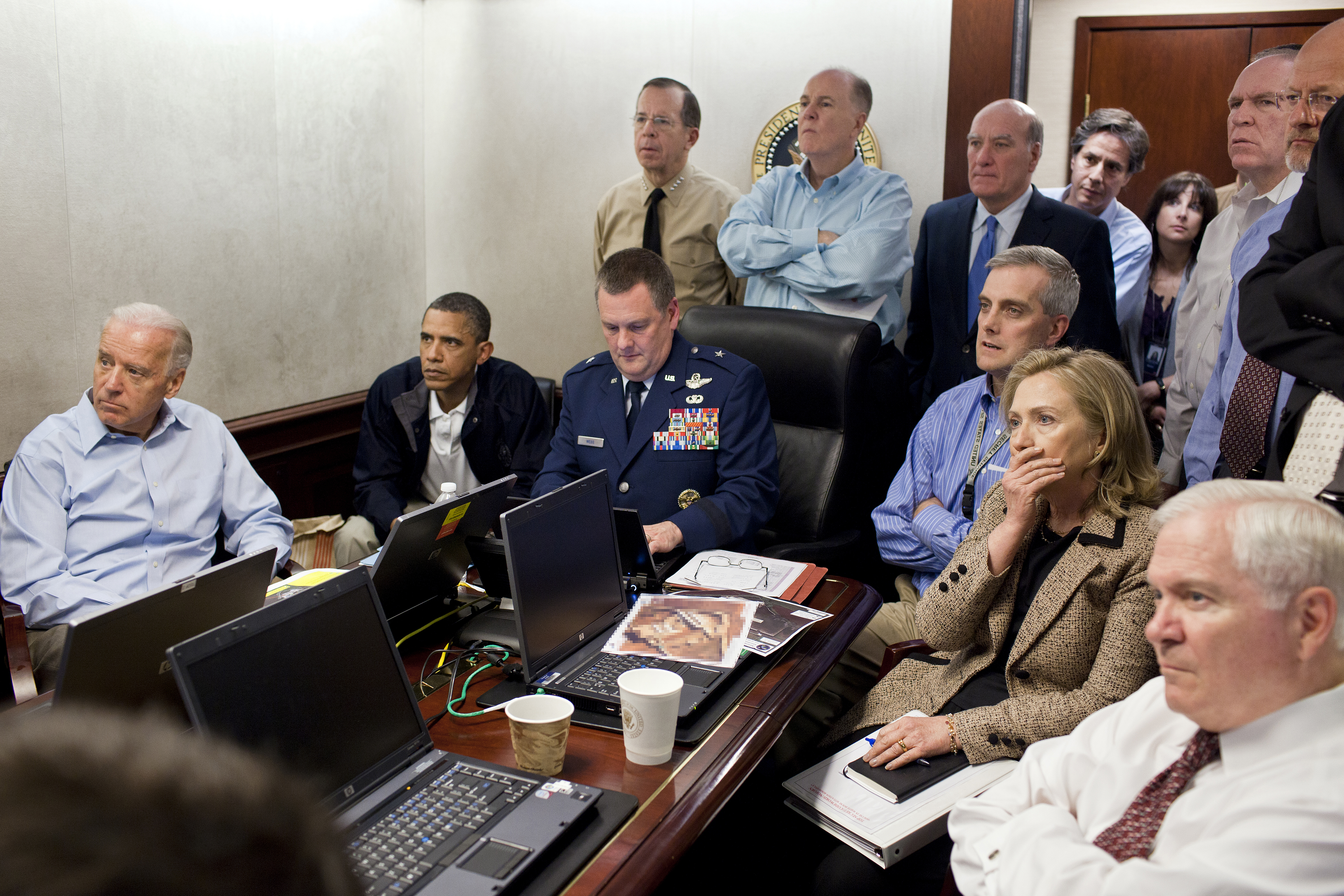
오사마 빈라덴 사살의 업데이트를 받는 오바마와 국가안보팀 (우측 상단 중앙이 데일리)

5월 1일 데일리는 피트 수자에 의하여 상황실에서 사진이 찍혔다.  5월 후순에 그는 영국으로 대통령의 국빈 방문의 일부였다.
10월 데일리는 오바마 대통령이 자신의 재선을 통하여 이루어낸 후 시카고로 돌아가는 계획을 세웠다고 말했다.  "난 대통령이 그의 재선을 겪게 하겠다는 약속을 하였으며 그러고나서 나의 부인과 나는 시카고로 돌아갈 것이다."
2012년 1월 9일 데일리가 오바마의 수석으로서 사임할 것이 공고되었다.  잭 루가 그의 승계자로 선언되었다.

### 오바마 행정부 이후
2012년 미국 대통령 선거가 있던 겨우 후에 11월 8일 시카고 트리뷴의 발행에 데일리는 일리노이주지사를 위하여 2014년 선거에 출마를 숙고하고 있었다는 것이 보고되었다.  데일리는 "난 전에 그것에 관하여 생각했고 그것을 식탁에서 치우지 않는다.  내 생각에는 지금 당장은 아주 솔직하게 얘기해야 할 것 같으며 세상에서 누구든지 듣고 싶어하는 마지막 이야기는 2년 뒤에 펼쳐지는 경주이다"고 말했다.  더욱 나가서 데일리는 "난 문을 닫지 않고 있고 그것이 정치인 같은 소리인 것을 알고 있으나 문제의 사실은 이것들이 힘든 날들이다는 것이고 내 생각에는 입법부가 할 일이 많다는 것이다.  난 그들이 밖에 나가 출마하겠다고 말하는 데 사람들을 위하여 당장 도움을 줄 것이라고 생각하지 않으며 그들은 지금 해결책이 있다.  난 우리가 입법부가 하는 것을 봐야한다고 생각한다"고 말하면서 인용되었다.

#### 2014년 일리노이주지사 선거 운동

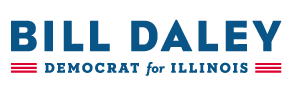
일리노이주지사 선거 운동을 위한 데일리의 로고

2013년 6월 10일 데일리는 일리노이주지사를 위하여 출마하는 데 자신이 탐색 위원회를 발족할 것을 유튜브를 통하여 공고하였다.  7월 2일 뉴욕 시장 마이클 블룸버그는 주지사로서 데일리를 지지하였다.  7월 30일 데일리는 2014년 민주당 예비 선거에서 현직 주지사 팻 퀸을 도전하는 데 자신을 공식적 후보로 선언하는 서류를 제출하였다.  9월 16일 데일리는 선출된 직위를 위하여 선거 운동을 벌이는 것에 개인적인 어려움으로 인해 자신이 경주에서 나가고 있었다는 놀라운 공고를 하였다.
선거 후에 데일리는 다가오는 라우너 행정부를 위하여 인수 팀의 공동 의장을 지냈다.
2018년 데일리는 주지사 후보 크리스토퍼 G. 케네디의 선거 운동을 위하여 자금 경영자를 지냈다.

#### 2019년 시카고 시장 선거 운동

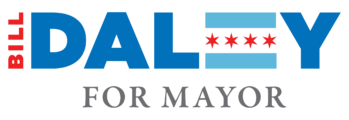
데일리의 시카고 시장 선거 운동 로고

2개의 기간 시장 램 이매뉴얼이 재선을 추구하지 않을 것이라고 공고한 후 2018년 9월 14일 데일리가 시카고의 사장으로 출마할 것이 보고되었다.
데일리의 입후보는 2019년 선거를 자신의 가족 일원이 후보로 지낸 14번째 시카고 시장 선거로 만들었다.  윌리엄의 부친은 1955년, 1959년, 1963년, 1967년, 1971년과 1975년 선거들을 이겼다.  그의 형은 1989년, 1991년, 1995년, 1999년, 2003년과 2007년 선거들을 이겼고 1983년 선거에서 비성공적인 후보였다.  이것은 데일리의 가족 일원이 1955년과 2019년 사이에 열린 18개의 시카고 시장 선거들 중에 4개를 제외하고 전체 참가했던 것을 의미한다 (1979년, 1987년, 2011년과 2015년 선거들에서 데일리의 가족들 중 아무도 출마하지 않았다).
데일리가 맡은 직위 중에는 통근세의 잠재적인 구현을 탐색하는 도시의 후원이었다.  그는 또한 시카고 시의회의 크기를 50명의 회원들로부터 15명으로 줄이는 것을 제안하였다.
데일리는 부패 스캔들이 시장을 위한 경주를 뒤흔들었던 구청장 에드워드 M. 버크와 관련이 있던 4명의 시장 후보들 (게리 치코, 수사나 멘도사와 토니 프렉윙클과 더불어) 중의 하나였다.  하지만 데일리의 유대는 다른 3명들보다 더욱 약했으며 그러므로 그는 4명의 스캔들로부터 최소한의 피해를 입었다고 판단되었다.
데일리는 도시의 기업 공동체로부터 지지를 받았다.
데일리의 선거 운동은 시카고 트리뷴, 크레인스 시카고 비지니스와 시카고 크루세이더의 편집위원회들로부터 승인들을 받았다.  그는 플러머스 로컬 유니언 130으로부터 승인을 받았다.  그는 또한 정치인들 앨 고어, 에밀 존스, 조지프 P. 케네디와 보비 러시로부터 승인들을 받기도 했다.
데일리의 선거 운동은 자금 조달에 중점을 두었다.  그는 자신의 상대들보다 훨씬 더 많은 자금을 조달하였다.  데일리의 선거 운동으로 중요한 재정적 기여자는 일리노이주의 억만장자 케네스 C. 그리핀이었다.  데일리의 선거 운동에 그리핀의 재정적 성원은 크게 그리핀이 전직 공화당 일리노이주지사 브루스 라우너의 실패한 2018년 재선 운동의 주요 재정적 후원자였기 때문에 데일리를 위하여 논쟁적을 증명하였다.
데일리의 강한 자금 조달은 눈에 잘 띄는 광고를 벌일 수 있도록 하였다.
데일리는 어떤 다른 후보들이 했던 것보다 약한 현장 작전을 수행하였다.
선거 운동의 마지막 몇주에 데일리는 여론 조사에서 상승하기 시작했다.  하지만 그는 또한 정치활동위원회에 의하여 운영된 광고들을 공격하는 주제가 되기 시작했다.  선거 운동의 종말에 투표소는 데일리가 현장의 상단 근처에서 마무리할 가능성이 높을 것을 보여주었다.
데일리는 선거에서 3위를 하여 결선으로 진출하는 데 실패하였다.  그는 첫 라운드에서 82,294 표로 전체 투표의 14.78 퍼센트를 얻었다.  그와 2위로 온 토니 프렉윙클 사이에 차이는 7,049 표였다.

## 개인 생활
2010년 데일리는 버나뎃 켈러에게 결혼하였다.  장기 기증자인 켈러는 시카고 이식 윤리 협력단의 창립 일원이자 단장이다.
그는 4명의 자녀를 두었으며 오늘날 그의 3명의 성인이 된 자녀와 3명의 손녀들은 전부 시카고에 살고 있다.